# Бессеберг, Андерс
 А́ндерс Бе́ссеберг  (норв. Anders Besseberg) — инициатор создания и первый (1993—2018) Президент Международного союза биатлонистов.

## Биография
Родился 25 февраля 1946 года в Норвегии. Окончил Норвежский институт спорта (Осло, Норвегия).
1970 — 1974 годы — действующий биатлонист. Выступал на национальном уровне, чемпион Норвегии в эстафете, однако на международном уровне успеха не добился.
Параллельно с выступлениями преподавал в спортивном университете (1970—1975) и тренировал сборную команду Великобритании по лыжным гонкам и биатлону (1970—1976).
1976—1980 — входил в тренерский штаб сборной Норвегии по биатлону.
1980—1988 — входил в состав технического комитета Международного союза современного пятиборья и биатлона (UIPMB).
В 1988 году стал вице-президентом организации, а в 1992 году сменил на посту президента россиянина Игоря Новикова.
Именно Бессеберг был инициатором дискуссии о месте биатлона в системе UIPMB и возглавил инициативную группу по созданию IBU.
1993—2018 — Президент IBU.
В апреле 2018 года австрийская полиция начала расследование случаев коррупции IBU и возможных нарушений антидопинговых правил в период с 2012 по 2017 год, в рамках которого в штаб-квартире организации был проведён обыск, а Бессеберг и генеральный секретарь организации Николь Рёш (Nicole Resch) были допрошены в качестве фигурантов расследования. Им вменяется в вину сокрытие аномальных показаний в допинг-пробах российских спортсменов начиная с 2011 года, нарушение антимонопольного законодательства при распределении прав на телетрансляции соревнований, получение взяток членами конгресса IBU при выборе Тюмени столицей чемпионата мира 2021 года. 
Норвежское издание «VG» утверждает, что с 2011 года IBU скрыл 65 случаев обнаружения запрещенных препаратов в пробах российских спортсменов. Данная информация была получена из трех источников: базы Российского антидопингового агентства (РУСАДА) с пробами, собранными в период с 2011 по 2015 год, анонимных информаторов и показаний Г. Родченкова.
12 апреля 2018 Андерс Бессеберг покинул свой пост на время допингового расследования; 
7 сентября 2018 на XIII очередном Конгрессе IBU в Порече новым президентом организации избран Олле Далин. 
Расследование в отношении Бессеберга продолжилось.
В январе 2021 года независимая следственная комиссия IBU обнародовала доклад, где заключается что  по имеющимся у неё доказательствам Бессеберг «последовательно продвигал и защищал российские интересы практически всеми своими действиями». Это в первую очередь касается допинга, где Бессеберг и генеральный секретарь IBU Н. Реш потворствовали усилиям по сокрытию государственной системы применения допинга в России и тем самым сделали возможными дальнейшие нарушения. Как выяснила комиссия, Бессеберг в благодарность за оказываемые услуги получил от России многочисленные подарки в виде бесплатных поездок на охоту, а также бесплатных проституток.
В апреле 2024 года суд приговорил экс-главу IBU Бессеберга к 3 годам 1 месяцу тюрьмы. Андерс Бессеберг был признан виновным в получении взяток в виде дорогих часов, секс-услуг с проститутками, а также охотничьих туров.
В марте 2025 года Спортивный арбитражный суд (CAS) вынес пожизненный запрет Андерсу Бессебергу занимать спортивные должности. В постановлении CAS отмечается, что пожизненный запрет для Бессеберга установлен ввиду серьезности нарушений.